# Ganesh Himal
Ganesh Himal – pasmo górskie składające się z czterech siedmiotysięcznych szczytów leżące w Himalajach Nepalskich, na zachód od Trisuli Khola, a sięgające aż po dolinę Buri Gandaki. Najwyższy szczyt Ganesh Himal to Ganesh I o wysokości 7406 m n.p.m.. Został zdobyty 24 października 1955 przez Erica Gauchata, Claude'a Kogana i Raymonda Lamberta.